# Malthodes dimidiaticollis
Malthodes dimidiaticollis är en skalbaggsart som först beskrevs av Wilhelm Gottlob Rosenhauer 1847.  Malthodes dimidiaticollis ingår i släktet Malthodes, och familjen flugbaggar. Arten har ej påträffats i Sverige.